# Бобин, Михаил Павлович
Михаил Павлович Бобин (1866—22.09.1922, Москва) — российский юрист и педагог.

## Биография
Из дворян.
Окончил Харьковскую 3-ю гимназию (1885) и юридический факультет Харьковского университета (1890). Слушал лекции А. Н. Стоянова.
В 1891—1894 годах оставлен для приготовления к профессорскому званию по кафедре римского права Харьковского университета.
В 1897—1899 слушал лекции по римскому и гражданской праву в Берлине, был помощником присяжного поверенного в округе Харьковской судебной палаты.
В 1901—1909 годах приват-доцент кафедры римского права Демидовского юридического лицея в Ярославле.
Член Конституционно-демократической партии. Председатель Ярославского комитета кадетской партии. 6 февраля 1907 избран во 2-ю Государственную думу от съезда городских избирателей Ярославля. Входил в Конституционно-демократическую фракцию. Председатель 5-го отдела Думы. Председатель библиотечной комиссии, член комиссий о неприкосновенности личности, по составлению Наказа, о нормальном отдыхе служащих в торговых и ремесленных заведениях. Выступал как докладчик 5-го отдела о проверке прав членов Государственной думы и комиссии по Наказу. Участвовал в прениях по вопросам об отмене военно-полевых судов, о Наказе, о преобразовании местного суда.

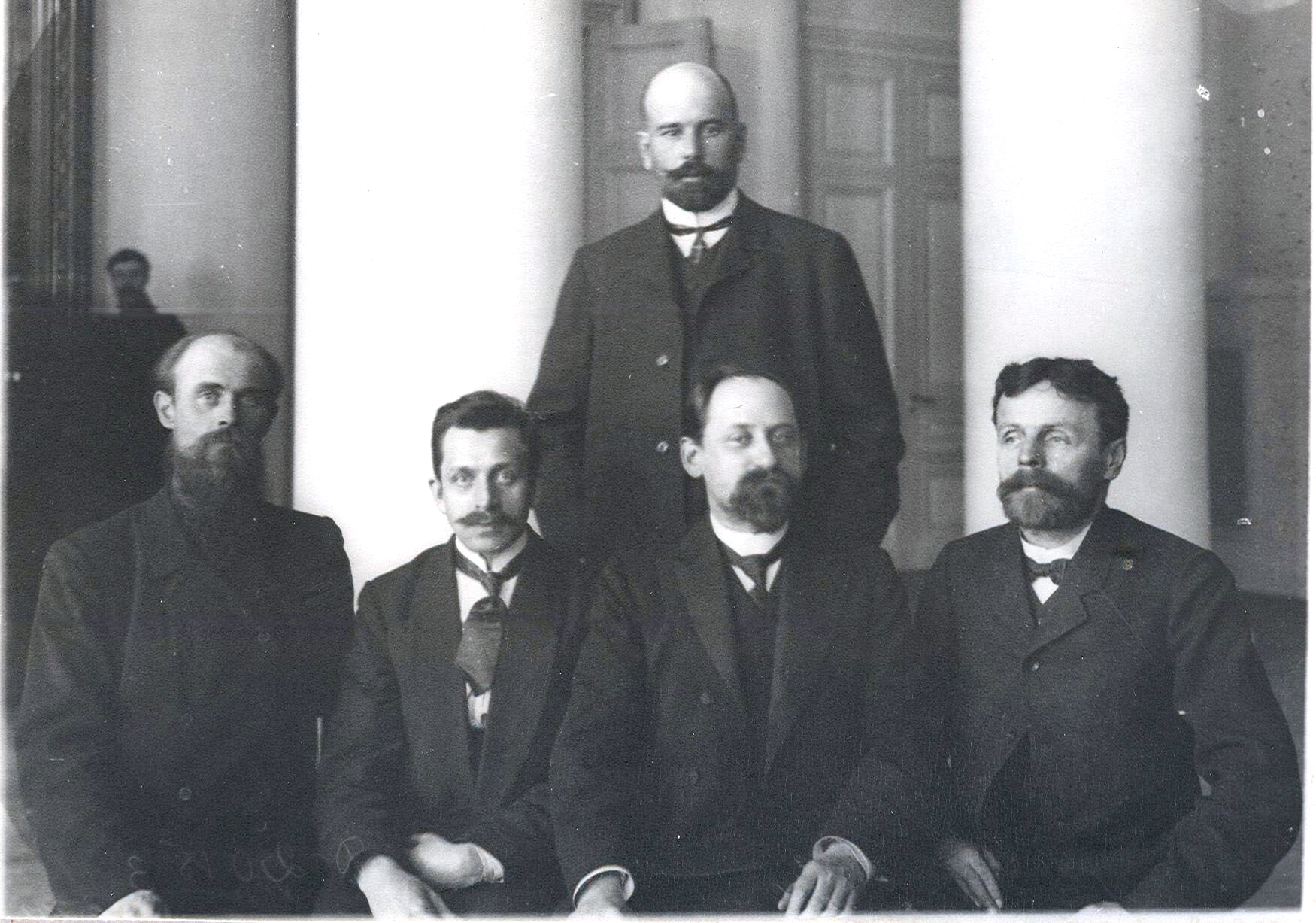
Депутаты II Государственной Думы от Ярославской губернии. Сидят: И. Г. Лавров, Д. П. Пуговишников, М. П. Бобин, В. Е. Ваулин; стоит: H. H. Тучков.

В 1909—1911 годах приват-доцент кафедры римского права Томского университета.
В 1911—1916 годах приват-доцент кафедры гражданского права Московского университета.
В 1912—1916 годах старший наблюдатель университетского курса Катковского лицея в Москве.
В 1916—1917 годах помощник попечителя Киевского учебного округа. В отставке с 1917 года.
С 1 ноября 1919 — сотрудник Румянцевского музея, с 1920 — помощник заведующего научным отделом. Уволен не позднее 1922.
Умер 22 сентября 1922 года. Был похоронен на Новодевичьем кладбище.

## Основные труды
- Перевёл на русский язык «Институции Гая» в 1892 году;
- «Индивидуализм римского права» (1902);
- «Поэзия в праве. Из истории обязательственного права» (1908)[7].